# Métro de Fuzhou
 (août 2022).
Le Métro de Fuzhou (en chinois : 福州轨道交通) est l'un des systèmes de transport en commun de Fuzhou, capitale de la province du Fujian, en République populaire de Chine. Initialement prévue pour 2014, l'inauguration du réseau a lieu finalement en 2016 avec la ligne 1.

## Réseau
Actuellement, cinq lignes sont en exploitation. La ligne 1 traverse l'agglomération du nord au sud, et la ligne 2 d'est en ouest.
| Ligne | Terminus (District/Xian) | Terminus (District/Xian)      | Année d'ouverture | Dernière extension | Longueur km | Stations |
| ----- | ------------------------ | ----------------------------- | ----------------- | ------------------ | ----------- | -------- |
| 1     | Xiangfeng (Jin'an)       | Sanjiangkou (Cangshan)        | 2016              | 2020               | 29.84       | 25       |
| 2     | Suyang (Minhou)          | Yangli (Jin'an)               | 2019              | －                 | 30.629      | 22       |
| 4     | Fenghuangchi (Gu'lou)    | Difengjiang (Cangshan)        | 2023              | －                 | 24          | 19       |
| 5     | Jingxi Houyu (Minhou)    | Gare de Fuzhou-Sud (Cangshan) | 2022              | 2023               | 27,7        | 20       |
| 6     | Pandun (Cangshan)        | Wanshou (Changle)             | 2022              | －                 | 31,3        | 14       |
| Total | Total                    | Total                         | Total             | Total              | 143,5       | 100      |

### Stations
| Ligne 1 1. Xiangfeng (象峰) 2. Xiushan (秀山) 3. Luohanshan (罗汉山) 4. Gare de Fuzhou (福州火车站) 5. Doumen (斗门) 6. Shudou (树兜) 7. Pingshan (屏山) 8. Dongjiekou (东街口) 9. Nanmendou (南门兜) 10. Chating (茶亭) 11. Dadao (达道) 12. Shangteng (上藤) 13. Sanchajie (三叉街) 14. Baihuting (白湖亭) 15. Huluzhen (葫芦阵) 16. Huangshan (黄山) 17. Paixia (排下) 18. Chengmen (城门) 19. Sanjiaocheng (三角埕) 20. Lulei (胪雷) 21. Gare de Fuzhou Sud (福州火车南站) 22. Anping (安平) 23. Liangcuo (梁厝) 24. Xiayang (下洋) 25. Sanjiangkou (三江口) | Ligne 2 1. Suyang (苏洋) 2. Shadi (沙堤) 3. Shangjie (上街) 4. Jinyu (金屿) 5. Université de Fuzhou (福州大学) 6. Dongyu/Université normale du Fujian (董屿·福建师大) 7. Houting (厚庭) 8. Juyuanzhou (桔园洲) 9. Hongwan (洪湾) 10. Jinshan (金山) 11. Jinxiang (金祥) 12. Xiangban (祥坂) 13. Ninghua (宁化) 14. Xiyang (西洋) 15. Nanmendou (南门兜) 16. Shuibu (水部) 17. Ziyang (紫阳) 18. Wuliting (五里亭) 19. Qianyu (前屿) 20. Shangyang (上洋) 21. Gushan (鼓山) 22. Yangli (洋里) |